# Bahnhof Stonebridge Park

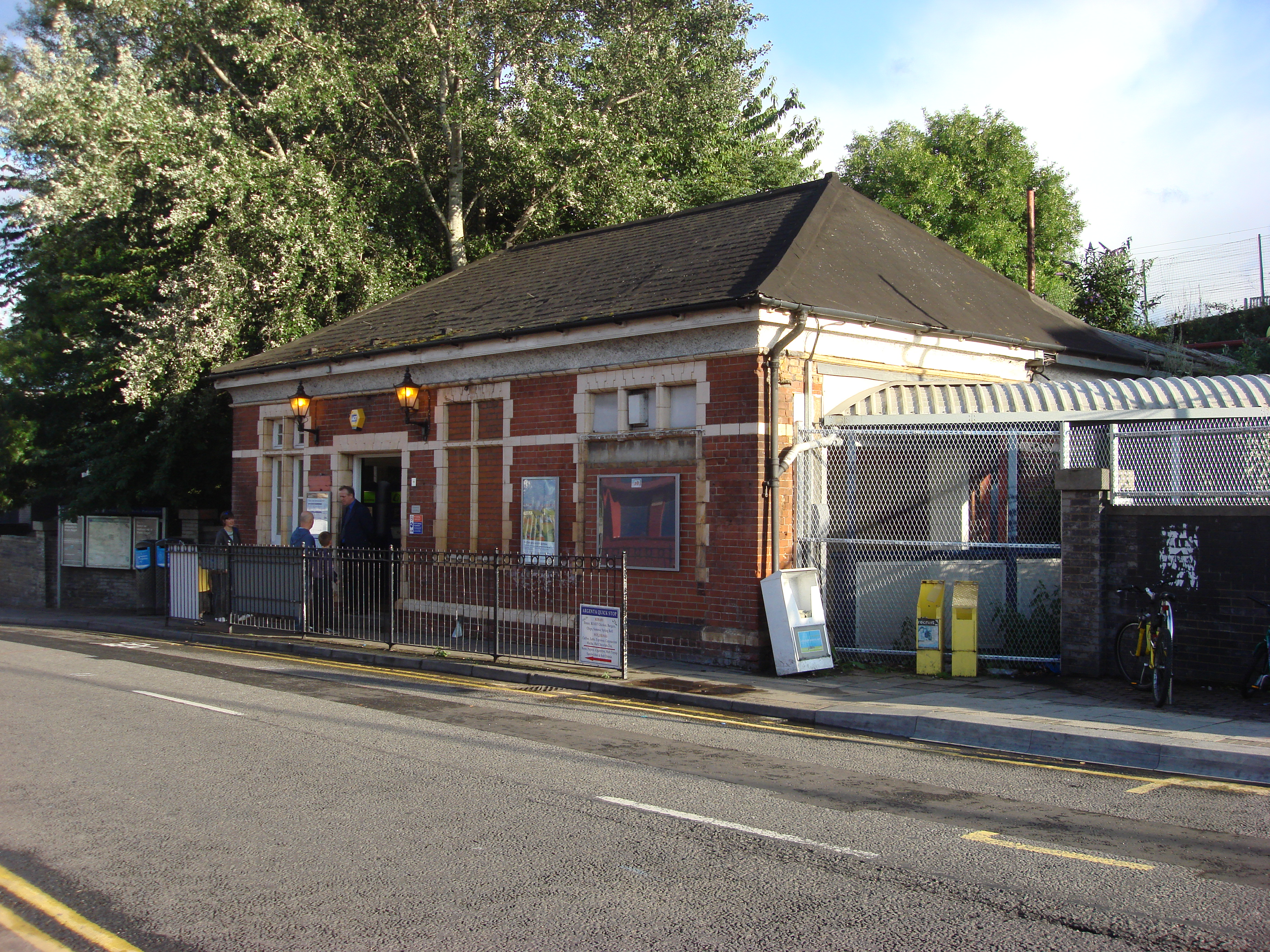
Stationsgebäude

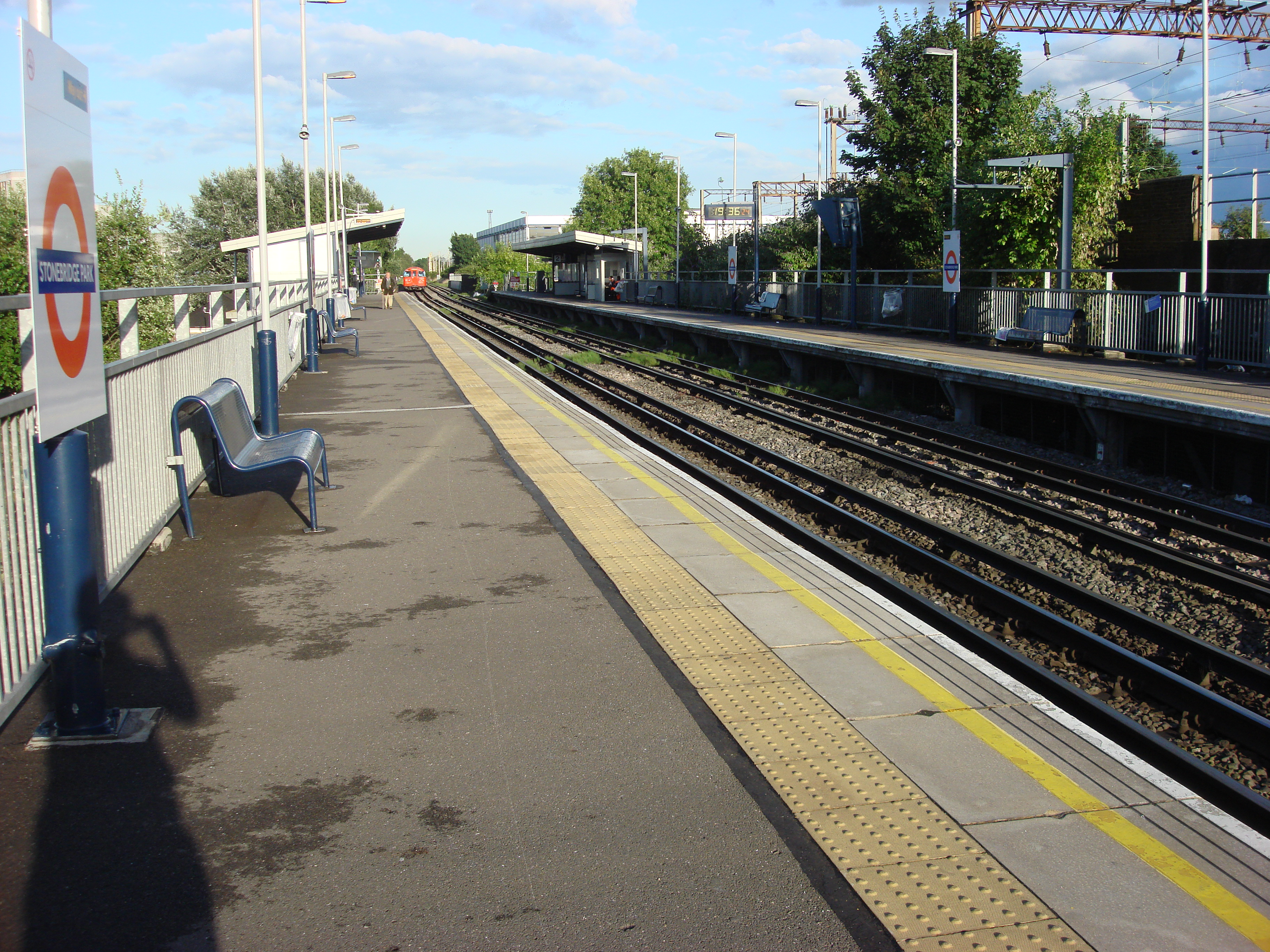
Bahnsteig

Stonebridge Park ist ein Bahnhof im Stadtbezirk London Borough of Brent. Er befindet sich in der Travelcard-Tarifzone 3 an der nördlichen Ringstraße A406. Der Bahnhof wird einerseits von London-Overground-Vorortszügen zwischen London Euston und Watford Junction bedient, andererseits von der Bakerloo Line der London Underground. Im Jahr 2013 nutzten 2,61 Millionen U-Bahn-Fahrgäste den Bahnhof, hinzu kommen 1,099 Millionen Fahrgäste der Eisenbahn. Nordwestlich davon befindet sich eine der beiden Betriebswerkstätten der Bakerloo Line.
Die Eröffnung des Bahnhofs erfolgte am 15. Juni 1912 durch die London and North Western Railway (LNWR), als diese entlang der bereits seit 1837 bestehenden West Coast Main Line neue Gleise für den elektrischen Vorortverkehr verlegte (die so genannte Watford DC Line). Die Züge der Bakerloo Line hielten hier erstmals am 16. April 1917. Zwischen dem 24. September 1982 und dem 4. Juni 1984 war Stonebridge Park vorübergehend die nördliche Endstation der Bakerloo Line.